# Коледара
Коледа̀ра (на италиански: Colledara, на местен диалект Cùllëdàrë, Кулъдаръ) е село и община в Южна Италия, провинция Терамо, регион Абруцо. Разположено е на 430 m надморска височина. Населението на общината е 2260 души (към 2010 г.).